# Риу-Алб-де-Жос
Риу-Алб-де-Жос (рум. Râu Alb de Jos) — село у повіті Димбовіца в Румунії. Адміністративний центр комуни Риу-Алб.
Село розташоване на відстані 97 км на північний захід від Бухареста, 25 км на північ від Тирговіште, 61 км на південь від Брашова.

## Населення
За даними перепису населення 2002 року у селі проживали 1128 осіб, усі — румуни. Усі жителі села рідною мовою назвали румунську.